# La Planète rouge (roman)
Pour les articles homonymes, voir La Planète rouge.
La Planète rouge (titre original : Red Planet) est un roman américain de Robert A. Heinlein publié en 1951.